# Un enfant de Calabre
Pour plus de détails, voir Fiche technique et Distribution.
Un enfant de Calabre (titre original : Un ragazzo di Calabria) est un drame franco-italien, réalisé en 1987 par Luigi Comencini et distribué en France en 1988. Si le film traite d'un sujet familier à l'auteur — le monde de l'enfance —, il se situe, plutôt inhabituellement chez Luigi Comencini, dans l'Italie rurale du Mezzogiorno, pauvre et sous-développée.
Le film fut présenté à la Mostra de Venise 1987, au cours duquel Comencini reçut un Lion d'or récompensant l'ensemble de sa carrière.

## Synopsis
1960.  À la veille des Jeux de Rome, Mimì, un garçon de Calabre, épris de course à pied, grand admirateur du marathonien éthiopien Abebe Bikila, s'entraîne pour les futurs Jeux de la Jeunesse à Rome. Il se heurte à l'hostilité de son père, soucieux de sa scolarité. Il bénéficie, pourtant, du soutien d'un vieux conducteur d'autocar, Felice, qui a su détecter en lui l'étoffe d'un champion...

## Fiche technique
- Titre original : Un ragazzo di Calabria
- Titre français : Un enfant de Calabre
- Réalisation : Luigi Comencini
- Assistant réalisateur : Maurizio Sciarra
- Scénario : Luigi Comencini, Ugo Pirro et Francesca Comencini sur un sujet de Demetrio Casile, prix Solinas
- Photographie : Franco Di Giacomo (Kodak, couleur)
- Décors : Ranieri Cochetti
- Montage : Nino Baragli
- Musique : Œuvres d'Antonio Vivaldi coordonnées par Fiorenzo Carpi
- Production : Fulvio Lucisano pour Italian International Film, U. P. Schermo Video, RaiTv (Rome), Tarak Ben Ammar pour Carthago Film, Compagnie Générale d'Images, Canal+ Productions (Paris)
- Pays :  Italie- France
- Durée : 108 minutes (version française : 95 minutes)
- Année de réalisation : 1987
- Dates de sortie : 
  - le 11 septembre 1987 en Italie
  - le 10 février 1988 en France

## Distribution
- Gian Maria Volonté : Felice
- Diego Abatantuono : Nicola
- Thérèse Liotard : Mariuccia
- Santo Polimeno : Mimì
- Maria Giadda Faggioli : Crisolinda

## Commentaire
- Selon Jean A. Gili, auteur d'une biographie sur le réalisateur italien,  « Un enfant de Calabre adopte avec sérénité le parti d'un cinéma romanesque doté d'une dimension de suspense. La justesse de la mise en scène, la sûreté de la direction d'acteurs (notamment Gian Maria Volontè), le choix toujours illuminé du jeune protagoniste (Santo Polimeno) permettent au cinéaste d'échapper à tous les écueils et de faire de son film une sorte de classique du film sur l'enfance. »